# 拉氏無紋鱂
拉氏無紋鱂，為輻鰭魚綱鯉齒目鯉齒亞目谷鱂科的其中一種，為熱帶淡水魚，被IUCN列為瀕危保育類動物，分布於中美洲墨西哥聖路易玻托Verde河流域，體長可達7公分，棲息在底中層水域，生活習性不明，可做為觀賞魚。